# クリスティアン・ストゥアーニ
クリスティアン・ストゥアーニ  (Cristhian Ricardo Stuani Curbelo  ,  1986年10月12日 - )は、ウルグアイ・カネロネス県出身のイタリア系ウルグアイ人のサッカー選手。ジローナFCに所属している。ポジションはFW。ウルグアイ代表。

## 経歴

### クラブ
2004年にダヌービオFCでプロデビュー。2008年1月にイタリア・セリエAのレッジーナ・カルチョと4年契約を締結。同月12日のエンポリFC戦で初出場を果たす。2008-09シーズンの対SSローブル・シエーナ戦でセリエA初ゴールを決めるも、セリエAのスタイルに馴染めず、1シーズン半で17試合の出場で1ゴールに止まった。
2009年7月31日、ローン移籍でスペイン・セグンダ・ディビシオンのアルバセテ・バロンピエに加入し、2009-10シーズンに39試合で22得点を記録した。翌2010-11シーズンはプリメーラ・ディビシオンのレバンテUDにローン移籍で加入し、以降ラシン・サンタンデール、RCDエスパニョールと1年毎に移籍した後、2013年にエスパニョールに完全移籍。"残留請負人"として各チームを1部残留に導いた。
2015年7月16日、イングランド・フットボールリーグ・チャンピオンシップ (2部) のミドルスブラFCに280万ユーロの移籍金で加入。2015-16シーズンを2位で終えたミドルスブラは2008-09シーズン以来のプレミアリーグ復帰となった。2016-17シーズン開幕第2戦のサンダーランドAFCでストゥアーニは2ゴールを決め、ミドルスブラに2008-09シーズン以来のプレミアリーグでの勝利をもたらした。
2017年7月21日、今季から1部に昇格したジローナFCに完全移籍で加入。10月29日、第10節のレアル・マドリード戦では得点をあげて勝利に貢献、加入初年度には21得点を記録、2018-19シーズンにも19得点を記録したが、チームは2部へと降格した。2021－22シーズンは、2部で22得点で得点王となる活躍でチームの1部複帰へ大きな役割を果たした。2023-24シーズン、コパ・デルレイ・ラウンド16のラージョ戦での2点目で7シーズン連続で二桁ゴールを達成した。

### 代表
2012年11月14日のポーランド戦でウルグアイ代表デビュー。2014 FIFAワールドカップ、2018 FIFAワールドカップ出場。コパ・アメリカ2015、コパ・アメリカ・センテナリオにも出場している。

## 代表歴

### 出場大会
- ウルグアイ代表
  - 2014 FIFAワールドカップ
  - 2018 FIFAワールドカップ

### 試合数
- 国際Aマッチ 50試合 8得点（2012年-2019年）[10]

| ウルグアイ代表 | 国際Aマッチ | 国際Aマッチ |
| 年             | 出場        | 得点        |
| -------------- | ----------- | ----------- |
| 2012           | 1           | 0           |
| 2013           | 6           | 2           |
| 2014           | 11          | 2           |
| 2015           | 8           | 1           |
| 2016           | 6           | 0           |
| 2017           | 6           | 0           |
| 2018           | 8           | 0           |
| 2019           | 4           | 3           |
| 通算           | 50          | 8           |

### 得点
| # | 開催日         | 開催地                                           | 対戦国         | スコア | 結果 | 大会                                      |
| - | -------------- | ------------------------------------------------ | -------------- | ------ | ---- | ----------------------------------------- |
| 1 | 2013年9月10日  | モンテビデオ、エスタディオ・センテナリオ         | コロンビア     | 2–0    | 2–0  | 2014 FIFAワールドカップ予選               |
| 2 | 2013年11月13日 | アンマン、アンマン国際スタジアム                 | ヨルダン       | 0–2    | 0–5  | 2014 FIFAワールドカップ・大陸間プレーオフ |
| 3 | 2014年5月31日  | モンテビデオ、エスタディオ・センテナリオ         | 北アイルランド | 1–0    | 1–0  | 親善試合                                  |
| 4 | 2014年6月5日   | モンテビデオ、エスタディオ・センテナリオ         | スロベニア     | 2–0    | 2–0  | 親善試合                                  |
| 5 | 2015年9月5日   | パナマ市、エスタディオ・ロンメル・フェルナンデス | パナマ         | 0–1    | 0–1  | 親善試合                                  |
| 6 | 2019年3月22日  | 南寧市、広西体育中心                             | ウズベキスタン | 0–2    | 0–3  | チャイナ・カップ 2019                     |
| 7 | 2019年3月22日  | 南寧市、広西体育中心                             | ウズベキスタン | 0–3    | 0–3  | チャイナ・カップ 2019                     |
| 8 | 2019年3月25日  | 南寧市、広西体育中心                             | タイ           | 0–3    | 0–4  | チャイナ・カップ 2019                     |

## タイトル
ダヌービオ
- プリメーラ・ディビシオン : 2004